# Poupartiopsis
Poupartiopsis é um género monotípico de plantas com flores pertencentes à família Anacardiaceae. A sua única espécie é Poupartiopsis spondiocarpus.
A sua área de distribuição nativa encontra-se em Madagáscar.